# Acétylacétonate
Acide acétylacétonique
Cet article court présente un sujet plus développé dans : Acétylacétone.

Anion acétylacétonate.

Les acétylacétonates sont les sels du tautomère énolique de l'acétylacétone C5H7O2H. L'anion libre C5H7O2−, également noté acac−, n'existe pas en solution, où il est lié à un cation comme Na+ pour former par exemple de l'acétylacétonate de sodium Na(O2C5H7), mais il constitue en pratique un modèle utile. C'est un ligand bidenté courant en chimie organométallique, où il intervient dans divers complexes tels que les acétylacétonates de métal.

Tautomères cétone  {\displaystyle \rightleftharpoons }  énol de l'acétylacétone, et mésomérie de ce dernier.